# 尤拉克島

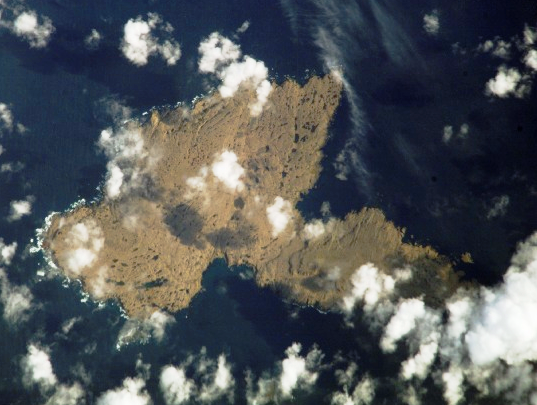

尤拉克島是美國的島嶼，位於阿馬蒂格納克島西北6公里的太平洋海域，屬於德拉羅夫群島的一部分，由阿拉斯加州負責管轄，長1.4公里、寬0.3公里，面積0.46平方公里，最高點海拔高度206米，島上無人居住。

## 外部連結
- B. A. Drummond, B. A. und A. L. Larned: Biological monitoring in the central Aleutian Islands, Alaska in 2007: summary appendices.  U.S. Fish and Wildlife Service Report AMNWR 07/06. Homer, Alaska, 2007 （页面存档备份，存于）

51°21′54″N 178°56′50″W / 51.36500°N 178.94722°W